# Gruithuisen (kráter)

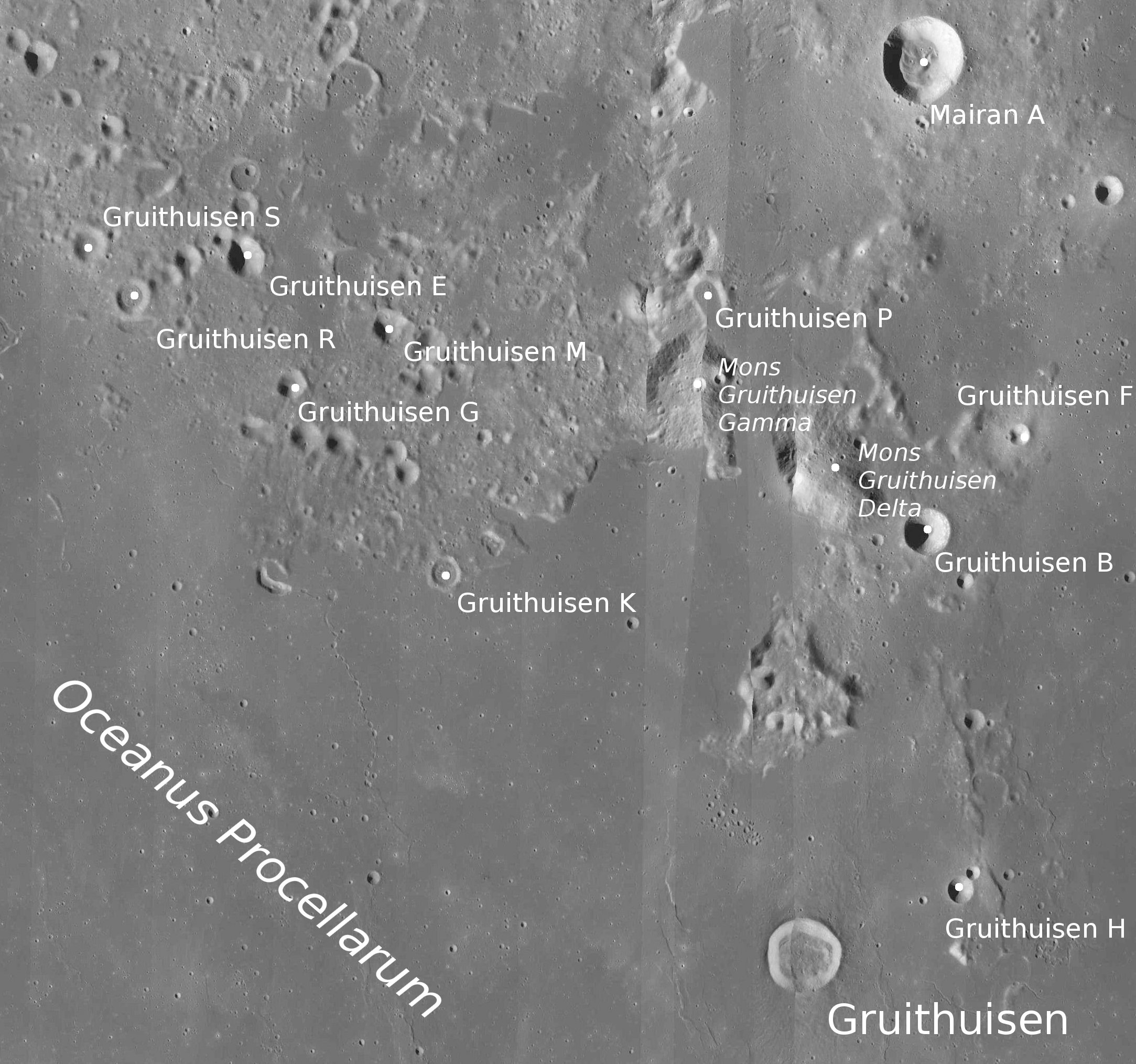
Kráter Gruithuisen a okolí

Gruithuisen je impaktní kráter nacházející se na rozmezí měsíčních moří Oceanus Procellarum (Oceán bouří) na západě a Mare Imbrium (Moře dešťů) na východě na přivrácené straně Měsíce. Má průměr 16 km. Okrajový val je poměrně pravidelný a zachovalý a vystupuje mírně nad okolní terén. Gruithuisen postrádá centrální vrcholek.
Severně od kráteru leží dvojice lunárních dómů (což je typ štítové sopky) pojmenovaných Mons Gruithuisen Gamma (γ) a Mons Gruithuisen Delta (δ). Hřbet Dorsum Bucher se vine jižně od hlavního kráteru Gruithuisen. Jiho-jihozápadně se lze nalézt kráter Ångström a jihovýchodně Delisle.

## Název
Pojmenován je podle německého lékaře a astronoma Franze von Gruithuisena.

## Satelitní krátery
V okolí kráteru se nachází několik dalších kráterů. Ty byly označeny podle zavedených zvyklostí jménem hlavního kráteru a velkým písmenem abecedy.
| Gruithuisen | Sel. šířka | Sel. délka | Průměr |
| ----------- | ---------- | ---------- | ------ |
| B           | 35.6° S    | 38.8° Z    | 9 km   |
| E           | 37.3° S    | 44.3° Z    | 8 km   |
| F           | 36.3° S    | 37.9° Z    | 4 km   |
| G           | 36.6° S    | 43.9° Z    | 6 km   |
| H           | 33.3° S    | 38.4° Z    | 6 km   |
| K           | 35.3° S    | 42.7° Z    | 6 km   |
| M           | 36.9° S    | 43.2° Z    | 7 km   |
| P           | 37.1° S    | 40.5° Z    | 11 km  |
| R           | 37.1° S    | 45.3° Z    | 7 km   |
| S           | 37.5° S    | 45.6° Z    | 7 km   |